# Mike Ratledge
Mike Ratledge, született Michael Roland Ratledge (Maidstone, 1943. május 6. – Kent, 2025. február 5.) brit zenész. Része a canterburyi szcénának és hosszú ideig tagja volt a Soft Machine nevű együttesnek.

## Pályafutása
Mike Ratledge a kenti Maidstone-ban született. Gyermekkorában klasszikus zenét tanult, az egyetlen zenét, amit a szülői házban játszottak. Zongorázni tanult és barátjával Brian Hopperrel, akivel a canterburyi Simon Langton iskolában találkozott, klasszikus zongora és klarinét darabokat játszottak.
Ratledge Brian öccsével Hugh Hopperrel és Robert Wyatt-tel is találkozott. 1961-ben ismerte meg  Daevid Allent, aki felkeltette érdeklődését a jazz iránt.  Cecil Taylor zongora darabjain keresztül megbarátkozott Thelonious Monk, Miles Davis és John Coltrane muzsikájával. 1963-ban a Daevid Allen Trióban játszott.
Barátaival ellentétben, Ratledge folytatni akarta tanulmányait és az oxfordi University College hallgatója lett, ahol pszichológiát és filozófiát végzett. Ugyanezen idő alatt folytatta a zeneleckéket is és  Mal Dean és Rab Spall avantgárd zenészeknél tanult. Oxfordi tanulmányai után szándékában állt egyetemre menni az Amerikai Egyesült Államokba, de a kérvényét túl későn iktatták[forrás?].
1966-ban barátai új együttest alakítottak és felkérték Ratledge-et is a csatlakozásra. A Soft Machine tagjai – többek között –  Robert Wyatt, Daevid Allen és Kevin Ayers voltak. A következő években számtalan tagcsere zajlott le és 1973-ra Ratledge maradt meg egyedül az eredeti felállásból.
1976-ban Ratledge elhatározta, hogy kilép a  Soft Machine-ből és szólókarrierbe kezd, az együttest pedig Karl Jenkins felügyeletére bízza. Épített magának egy stúdiót, de a szólóalbum soha sem jelent meg. 1977-ben Ratledge volt a zeneszerzője a  Riddles of the Sphinx című filmnek.
Mike Ratledge megtermékenyítő figurája volt a canterburyi zenei szcénának. Legtovább ő volt a Soft Machine tagja, és eljuttatta az együttest pszichedelikus rock-tól a jazz-rockig. Az 1980-as években zeneszerzőként volt aktív és zenei producerként dolgozott szinházaknak és hirdetési ügynökségeknek. 1995-ben az  Adiemus (Karl Jenkins, Mike Ratledge, Miriam Stoklee) kiadta a Songs of Sanctuary című albumot, amely Ratledge és Karl Jenkins közös alkotása volt és programozott elektronikus ütőhangszereket használtak rajta. Az albumon Miriam Stocklee énekelt.

## Fordítás
- Ez a szócikk részben vagy egészben  a   Mike Ratledge című angol Wikipédia-szócikk ezen változatának fordításán alapul.  Az eredeti cikk szerkesztőit annak laptörténete sorolja fel. Ez a jelzés csupán a megfogalmazás eredetét és a szerzői jogokat jelzi, nem szolgál a cikkben szereplő információk forrásmegjelöléseként.

## Külső hivatkozások
- életrajz a calyx-on
- életrajz az AllMusic-on[halott link]